# Symplecta (Psiloconopa) luliana
Symplecta (Psiloconopa) luliana is een tweevleugelige uit de familie steltmuggen (Limoniidae). De soort komt voor in het Oriëntaals gebied.